# Kuduz
Pour plus de détails, voir Fiche technique et Distribution.
Kuduz est un film yougoslave réalisé par Ademir Kenović, sorti en 1989.

## Synopsis
Un ancien criminel refait sa vie après sa sortie de prison. Il se marie et vit pauvrement, sans retomber dans la criminalité. Mais lorsque sa femme le trompe, il la tue, ainsi que son amant...

## Fiche technique
- Réalisation : Ademir Kenović
- Scénario : Ademir Kenović et Abdulah Sidran
- Musique : Goran Bregović
- Production : Bakir Tanović
- Pays d'origine :  Yougoslavie
- Langue originale : bosnien

## Distribution
- Slobodan Ćustić : Bećir Kuduz
- Snežana Bogdanović : Badema Kuduz
- Božidar Bunjevac : Salem Pilav
- Branko Đurić : Alija Goro
- Mustafa Nadarević : l'officier de police Šemso
- Ivana Legin : Amela, la fille de Badema
- Radmila Živković : Anđa
- Boro Stjepanović : Rudo

## Musique
Deux titres de la bande originale de Goran Bregović ont été édités sur le même album que la bande originale du film Le Temps des Gitans, du même compositeur : Glavna Tema et Tango.